# Levuka
Levuka je mali grad na otoku Ovalau, otočje Fidži. Grad je glavni grad pokrajine Lomaiviti i Istočnog Fidžija, a s 4.397 stanovnika i najveće je naselje u Istočnom dijelu otočja. God. 2013., Levuka je upisana na UNESCO-ov popis mjesta svjetske baštine u Australiji i Oceaniji kao „izvanredan primjer pacifičkih lučkih naselja kasnog 19. stoljeća čiji jedinstven krajolik utjelovljuje spoj tradicionalnog lokalnog graditeljstva i utjecaja velike pomorske sile”.

## Povijest
Levuku su izvorno 1820. god. osnovali europski doseljenici i trgovaci kao važnu luku i trgovačko središte, te prvi moderni grad Fidžija. Europski doseljenici su činili mješavinu pustolova, misionara, trgovaca, brodograditelja, špekulanta i uglednih gospodarstvenika. Marijanski oci (Society of Mary, Marists) su pod vodstvom oca Brehereta 1858. god. osnovali misiju u gradu. Od 1870. god. grad je imao oko 800 stanovnika.
Fidži je kao nacija nastao 1871., a Epenisa Seru Cakobau (ili Thamkombau) je od tada stolovao kao kralj (Tui Viti) u Levuki. Dana 10. listopada 1874. god. Fidži je postao kolonija Britanskog Carstva, a Levuka je ostala prijestolnicom do 1882., iako se već 1877. god. uprava preselila u Suvu. Prijestolnica se preselila uglavnom jer su 600 metara visoke litice oko Levuke sprječavale razvoj grada.
Mnoge institucije Fidžija su izvorno osnovane u Levuki, uključujući i prvu banku, prvu poštu, prvu javnu školu, bolnicu i gradsku vijećnicu lokalnih vlasti. God. 1869. osnovane su i novine Fiji Times koje su se potom preselile u Suvu.
Levuka je do 1877. (službeno do 1882.) bila i glavni grad britanske krunske kolonije Fidži. Osim dobro sačuvane kolonijalne arhitekture, grad nije osobito značajno turističko odredište. Od 1964. god. u naselju postoji tvornica za konzerviranje i izvoz ribe, uglavnom tunjevine.

## Znamenitosti
Grad i njegova niska linija zgrada postavljenih između stabala kokosa i manga uz samu plažu je bio prva kolonijalna prijestolnica Fidžija, ustupljena Britanacima 1874. god. Razvio se u ranom 19. stoljeću kao središte trgovačke djelatnosti Amerikanaca i Europljana koji su izgradili skladišta, trgovine, lučke zgrade, gostione, te vjerske, obrazovne i socijalne institucije oko sela južnopacifičkog otočkog starosjedilačkog stanovništva. On je rijedak primjer kasnog kolonijalnog lučkog grada na čiji su razvoj utjecale autohtone zajednice, često nadmašujući utjecaje europskih doseljenika.
Ključni elementi su bivša središta sela Totoga i Nasau, bivša zgrada parlamenta Cakobau  (sada European Memorial), trgovina obveznicama Morris Hedström, radničko naselje Baba, Hennings prebivalište, bungalov kapetana Robbiea, Katedrala Srca Isusova i prezbiterij iz 1860., Royal Hotel osnovan koncem 1860-ih, bivša zgrada vlade (Nasova), lučka uprava, pošta i carina s ostacima tramvajske ceste do mola, te bivša metodistička crkva i misija, javna škola, gradska vijećnica, masonska loža, Ovalau Club, Bowling Club, radničke vikendice i tvornica dugmadi od školjaka.
- Levuka 1842. god.
- Ratni spomenik u Beach Street-u
- Katedrala Srca Isusova
- Katedrala straga

## Vanjske poveznice
- Slike Levuke od 1870. do suvremenog doba  Arhivirana inačica izvorne stranice od 13. rujna 2009. (Wayback Machine) na internetskoj prezentaciji Muzeja Fidžija (engl.)
- Levuka Ovalau Tourism Association  Arhivirana inačica izvorne stranice od 1. kolovoza 2015. (Wayback Machine) (engl.)